# Кувингафял
Кувингафял (на фарьорски: Kúvingafjall) е връх разположен на остров Куной, Фарьорски острови, Дания. Височината му е 830 m над морското равнище.